# Hardie
Hardie és un cràter sobre la superfície del planeta nan Plutó, situat amb el sistema de coordenades planetocèntriques a 24.33 ° de latitud nord i 142.16 ° de longitud est. Fa un diàmetre de 25 km. El nom va ser fet oficial per la UAI el tres de gener del 2020 i fa referència a Robert H. Hardie (1923-1989), astrònom nord-americà, codescobridor del període de rotació de Plutó.